# Groupe de NGC 1167
Le groupe de NGC 1167 comprend au moins six galaxies situées dans la constellation de Persée. La distance moyenne entre ce groupe et la Voie lactée est d'environ 70,3 Mpc (∼229 millions d'al). 

## Membres
Le tableau ci-dessous liste les six galaxies du groupe indiquées dans l'article de A.M. Garcia paru en 1993. À ces cinq galaxies, il faut ajouter la galaxie UGC 2446, car elle forme une paire de galaxies avec NGC 1153.
| Nom      | Class.   | Type                     | α (J2000.0)   | δ (J2000.0) | Vitesse radiale (km/s) | m               | Distance (Mpc) | Diamètre (kal) |
| -------- | -------- | ------------------------ | ------------- | ----------- | ---------------------- | --------------- | -------------- | -------------- |
| NGC 1167 | SA0-     | Lenticulaire             | 03h 01m 42.4s | 35° 12′ 21″ | 4955 ± 5               | 12,4            | 70,3 ± 4,9     | 224            |
| UGC 2435 | SA(s)cd  | Spirale                  | 02h 58m 03.4s | 35° 15′ 28″ | 4849 ± 4               | 12,15           | 68,7 ± 4,8     | 111            |
| UGC 2465 | SA(s)cd  | Spirale                  | 03h 00m 37.4s | 35° 10′ 09″ | 5068 ± 4               | 13,61           | 72,0 ± 45,0    | 63             |
| UGC 2466 | Iam      | Irrégulière magellanique | 03h 00m 37.0s | 35° 37′ 45″ | 4986 ± 3               | 12,143 ± 0,044a | 70,8 ± 5,0     | 116            |
| UGC 2491 | SB(r)0/a | Lenticulaire             | 03h 01m 53.8s | 35° 44′ 00″ | 4875 ± 5               | 11,20           | 69,1 ± 4,8     | 39             |
| UGC 2526 | Sb       | Spirale                  | 03h 05m 43.3s | 36° 47′ 10″ | 4969 ± 4               | 11,67           | 70,6 ± 5,0     | 250            |

- aDans le proche infrarouge.

Le site DeepskyLog permet de trouver aisément les constellations des galaxies mentionnées dans ce tableau ou si elles ne s'y trouvent pas, l'outil du site constellation permet de le faire à l'aide des coordonnées de la galaxie. Sauf indication contraire, les données proviennent du site NASA/IPAC. 